# Arte Journal
Das Arte Journal ist eine Nachrichtensendung von Arte aus den Studios in Straßburg. Sie führte ursprünglich den Namen Arte Info.

## Hintergrund
Sie greift auf eine deutsch-französische Redaktion zurück und versteht sich als europäisches Nachrichtenmagazin mit Hintergründen und einem multikulturellen Ansatz. Die aufbearbeiteten Themen umfassen das tagesaktuelle politische Geschehen aus europäischer Sicht, Kultur und Wissenschaft.
Anfangs wurde das Nachrichtenmagazin abwechselnd von Jürgen Biehle und Catherine-Marie Degrace moderiert. Der Tagesspiegel verortete das Magazin zwischen typischen Kurznachrichten sowie dem auslandsjournal (ZDF) und der Kulturzeit (3sat). 2010 fusionierten Arte Info und Arte Kultur zum heutigen Arte Journal.
Das Format wird seit 2012 getrennt produziert. Täglich unter der Woche um 19:20 Uhr, am Wochenende um 19:10 Uhr, (20-minütig) und von Montag bis Freitag um 12:50 Uhr (10-minütig) findet die Ausstrahlung in deutscher Sprache statt. Zeitversetzt um 19:45 Uhr in Frankreich sendet die französische Ausgabe des Journals. 
Am 9. Februar 2014 startete zusätzlich das Format Arte Journal Junior für Kinder. Im Juni 2022 startete Arte zusätzlich das Format Arte Info Plus, um laut Redaktionsleiterin Ollivier bestimmte Themen in den digitalen Medien vertiefen zu können. Dafür wurde zugleich die Mittagsausgabe abgeschafft.

## Moderation
| Moderation      | Ausgabe                                                |
| --------------- | ------------------------------------------------------ |
| Nazan Gökdemir  | Hauptmoderatorin wochentags                            |
| Carolyn Höfchen | Hauptmoderatorin wochentags                            |
| Annette Gerlach | Moderatorin am Wochenende, vertretungsweise wochentags |
| Anja Waltereit  | Moderatorin am Wochenende                              |
| Rebecca Donauer | Vertretung                                             |

| Moderation       | Ausgabe                                              |
| ---------------- | ---------------------------------------------------- |
| Marie Labory     | Hauptmoderatorin wochentags                          |
| Meline Freda     | Hauptmoderatorin wochentags                          |
| Damien Wanner    | Moderator am Wochenende, vertretungsweise wochentags |
| Alexis Fricker   | Vertretung                                           |
| Dorothee Haffner | Moderatorin am Wochenende                            |
| Vanessa Abba     | Vertretung                                           |

## Chefredakteur
Die Chefredaktion ist für die Informationsprogramme zuständig. Ehemalige Chefredakteure waren u. a. von 1998 bis 2000 Georg Schmolz, von 2001 bis 2005 Gérard Saint-Paul und von 2006 bis 2013 Pascal Guimier.
Guimiers Nachfolger ist seit 2013 Marco Nassivera. Stellvertretende Chefredakteurin und Redaktionsleiterin ist seit 2014 Carolin Ollivier.